# جان پیرسون
جان پیرسن (به انگلیسی: John Pearson) بازیکن فوتبال زادهٔ ۲۵ ژانویه ۱۸۶۸ اهل انگلستان بود که سابقهٔ بازی در تیم ملی فوتبال انگلستان را در کارنامهٔ خود دارد. وی در تاریخ ۵ مارس ۱۸۹۲ تنها بازی ملی خود را در مقابل تیم ملی فوتبال ایرلند انجام داد. وی بعدها به عنوان یک داور بریتانیایی مشغول به کار شد و در سال 1911 یک فینال بین‌المللی را سوت زد.

## پیرسون به عنوان فوتبالیست
درست در سال‌هایی که به فوتبال به تازگی در بریتانیا پا گرفته بود، یعنی سال 1981 پیرسون به تیم شهر خود یعنی «کرو آلکساندرا» پیوست . در آن زمان جان هارگریوز پیرسون تنها 13 سال داشت. در آن زمان کرو الکساندرو تنها در بازی‌های دوستانه یا مسابقات حذفی به میدان می‌رفت. در 23 اکتبر 1986 پیرسون در دور اول جام حذفی انگلستان شرکت کرد و در مقابل المپیک رکسام دو گل از 4 گل تیم خود را به ثمر رساند. در جریان آن بازی «کرو آلکساندرا» 4 بر 1 پیروز شد. 3 سال پس از پایان این مسابقه کرو یکی از نخستین تیم‌های عضو در مسابقات تازه تاسیس اتحادیه فوتبال بود. این تیم سه سال را در این لیگ گذراند و سپس از نخستین تیم‌های موسس لیگ دو انگلستان شد. «پیرسون» یکی از بازیکنان  تک باشگاهی انگلستان بود که تمام عمر فوتبال خود را تا سال 1895 در کرو آلکساندرا گذراند. در طی این مدت، بازیکن مذکور یک بار هم برای تیم ملی انگلستان به میدان رفت.

## دوران داوری
پس از پایان دوران حرفه‌ای به عنوان فوتبالیست، هارگریوز پیرسون به عنوان داور در لیگ و جام حذفی انگلستان مشغول شد. بزرگ‌ترین افتخار وی در آن دوره قضاوت بازی نیوکاسل یونایتد و بردفورد سیتی در سال 1911 بود.